# Christian Ferdinand von Könitz
Christian Ferdinand Freiherr von Könitz (* 1756; † 14. Januar 1832 in Meiningen) war ab 20. März 1800 sachsen-coburgischer Landschaftsdirektor und seit 1802 sachsen-meiningischer Beamter.

## Leben
Christian Ferdinand stammte aus der Familie von Könitz. 1784 wurde ihm das Dorf Untersiemau als Rittermannlehen verliehen. Er war Gutsherr unter anderem auf Herreth, heute Ortsteil von Itzgrund.
Ab 1802 war Christian Ferdinand von Könitz herzoglich sachsen-meiningischer Kammerherr und Wirklicher Geheimer Rat. Seine Immatrikulation im Königreich Bayern bei der Freiherrnklasse erfolgte am 8. Mai 1818.
1826 wurde er zum Staatsminister im Landesministerium Meiningen ernannt. Vor den Toren von Meiningen ließ er eine Villa mit einer weitläufigen Parkanlage mit einem Gutshof namens Jerusalem anlegen.
Sein Nachfolger als meiningischer Staatsminister wurde Friedrich von Krafft.

## Schriften
- Beyträge zur Geschichte der Desorganisation der Sachsen-Koburg-Saalfeldischen Lande, zu seiner Vertheidigung aus den Landschaftlichen Akten gezogen. Memmingen 1804.